# Pettibonella
Pettibonella is een geslacht van borstelwormen uit de familie van de Orbiniidae.

## Soorten
- Pettibonella multiuncinata Solis-Weiss & Fauchald, 1989
- Pettibonella shompens Gopal, Useph, Varghese & Narayana, 2014